# People's Alliance
La People's Alliance, (singhalais : පොදු ජන එක්සත් පෙරමුණ tamoul : பொது ஜன முன்னணி  ),  était une alliance politique au Sri Lanka, fondé par l'ancienne présidente, Chandrika Kumaratunga.
L'alliance a duré 10 ans, et a été remplacé par la United People's Freedom Alliance pour représenter la gauche socialiste cingalaise du pays. Elle a été l'une des 2 alliances mastodontes du pays, en opposition à la United National Front for Good Governance représentant la droite conservatrice. 

## Partis politiques membres
Le parti politique chargé de l'alliance est le Sri Lanka Freedom Party.
En 2018, voici la liste des partis politiques membres de l'alliance  :
- Lanka Sama Samaja Party
- Parti communiste du Sri Lanka
- Sri Lanka Mahajana Party
- Bahujana Nidahas Peramuna
- Desha Vimukthi Janatha Party
- Democratic United National Front

## Résultats électoraux

### Élections législatives
| Année | Voix      | %      | Sièges    | Gouvernement |
| ----- | --------- | ------ | --------- | ------------ |
| 1994  | 3 887 823 | 48.94% | 105 / 225 | Gouvernement |
| 2000  | 3 900 901 | 45.11% | 107 / 225 | Gouvernement |
| 2001  | 3 330 815 | 37.19% | 77 / 225  | Opposition   |